# The Creepshow
The Creepshow was een Nederlands radioprogramma uitgezonden door de jongerenzender Slam!FM. The Creepshow werd gepresenteerd door Martijn La Grouw en Nicky Verhage en eerder door Mental Theo en Rob Toonen.
In The Creepshow praatten deze dj's de muziek aan elkaar met een flinke dosis humor. In het algemeen gingen de discussies en grappen in het programma over seks en vrouwen.

## Onderdelen
- Rave Rammer
- De Beukplaat
- The Creepy Corner
- The Creepshow Headlines